# 서천고등학교 (경기)
서천고등학교(書川高等學校)는 대한민국 경기도 용인시 기흥구 농서동에 있는 공립 고등학교이다.

## 학교 연혁
- 2012년 3월 5일 : 교사 건립 착공
- 2013년 1월 4일 : 경기도 도립학교 설치조례 제4513호 공포(3년제 30학급)
- 2013년 1월 31일 : 교사 준공
- 2013년 3월 1일 : 초대 조성대 교장 취임
- 2013년 3월 5일 : 1학년 349명 입학
- 2016년 2월 4일 : 3학년 273명 제1회 졸업
- 2020년 3월 1일 : 제3대 임재수 교장 취임
- 2022년 1월 5일 : 3학년 257명 제7회 졸업
- 2022년 3월 1일 : 1학년 9학급, 2학년 9학급(특수1별도), 3학년 9학급 편성(특수1별도)
- 2022년 3월 2일 : 1학년 271명 입학

## 참고 자료
- 서천고등학교 - 한국교육학술정보원 학교알리미